# Marie-Gabrielle Coignet
Pour les articles homonymes, voir Coignet.
Ne doit pas être confondu avec Marie-Amélie Cogniet.
Marie-Gabrielle Coignet dite « l'aînée », née en 1793 à Paris et morte le 29 juillet 1869 à Avignon, est une dessinatrice et illustratrice française, qui exerça le métier de graveur sous la Restauration.

## Biographie
Marie-Gabrielle Coignet est née en 1793 à Paris, fille d'Antoine Gabriel Coignet et de Marie Geneviève Martin, son épouse. Elle est l'élève de Naigeon[Lequel ?] et du graveur Jean Massard père.
En 1826, « Mlle Coignet » est mentionnée comme graveur au burin travaillant au 15 rue des Bernardins, spécialisée en portraits, vignettes et histoire naturelle, tenant un atelier de dessin et de gravure.
Elle illustre de nombreux ouvrages publiés par les maisons Audot (Manuel de l'amateur de café ou L'art de prendre toujours de bon café d'Alexandre Martin, 1828), Dabos, Ladvocat et Dufay (Mémoires inédits de Madame la comtesse de Genlis, Histoire des ducs de Bourgogne de la maison de Valois, 1364-1477), Demancy. Elle travaille aussi à graver des planches de Buffon et d'Auguste de Saint-Hilaire, celles destinées à l'album de la faune française édité par Rapet et l'histoire naturelle des crustacés de Henri Milne Edwards pour l'encyclopédie Roret.
Devenue religieuse au couvent du Bon Pasteur à Avignon, elle y meurt en 1869, à l'âge de 76 ans.

## Œuvre
- Portrait de William Pitt (1759-1805), taille douce, 1824.
- Philibert de Bruillart, évêque de Grenoble, burin d'après Achille Devéria, 1825.
- Vidocq, burin, 1828, frontispice des Mémoires de Vidocq, chef de la police de sûreté jusqu'en 1827.
- Mme de Genlis à 25 ans, eau-forte et burin, d'après Achille Devéria, 1830.
- Charles Quint, estampe, Péronne, musée Alfred Danicourt[5].
- Tipu Sultan, gravure sur acier[6].
- Didi 16 ans, huile sur toile, Compiègne, Château de Compiègne.